# Sumijne
Sumijne (en (ucraïnès): Суміжне, en rus: Смежное, Sméjnoie) és un poble de la República Autònoma de Crimea, a Ucraïna, que el 2014 tenia 56 habitants. Pertany al districte rural de Djankoi. Fins al 1948 la vila es deia Mol·lalar.